# Kalikabong
Kalikabong is een bestuurslaag in het regentschap Purbalingga van de provincie Midden-Java, Indonesië. Kalikabong telt 5843 inwoners (volkstelling 2010).